# Bodianus oxycephalus
Bodianus oxycephalus är en fiskart som först beskrevs av Pieter Bleeker 1862.  Bodianus oxycephalus ingår i släktet Bodianus och familjen läppfiskar. IUCN kategoriserar arten globalt som otillräckligt studerad. Inga underarter finns listade.

## Bildgalleri

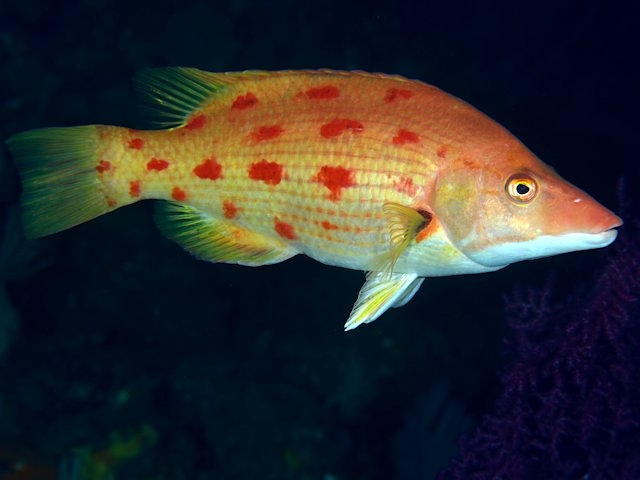